# Estádio Adauto Moraes
O Estádio Adauto Moraes, apelidado de Adautão é um estádio de futebol localizado na cidade de Juazeiro, estado da Bahia, ele pertence a prefeitura de Juazeiro e atende ao Juazeiro Social Club e à Sociedade Desportiva Juazeirense. 